# José María Giménez
José María Giménez de Vargas (Toledo, Canelones, Uruguay, 20 de enero de 1995) es un futbolista uruguayo. Juega como defensa y su equipo es el Atlético de Madrid de la Primera División de España.    
Es internacional absoluto con la selección de fútbol de Uruguay con la cual, disputó la Copa Mundial de Fútbol de 2014, la Copa América 2015, la Copa Mundial de Fútbol de 2018 y la Copa Mundial de Fútbol de 2022, así como las clasificatorias para esas copas mundiales.
Tiene un palmarés de más de 300 partidos en clubes y más de 90 con la selección.

## Trayectoria

### Danubio FC
Nació en Toledo, Canelones, y durante su niñez en el C.C.S y D. Toledo Jrs. Hizo su debut profesional el 10 de noviembre de 2012, bajo la dirección de Juan Ramón Carrasco, con Danubio Fútbol Club en la Primera División de Uruguay contra Central Español Fútbol Club, partido en que ingresó a los 46 minutos, perdiendo su equipo 1-0.
Su primer partido completo fue a la semana siguiente el 17 de noviembre de 2012, en el que Danubio enfrentaba al Club Atlético River Plate en un duelo por la Primera División de Uruguay, Danubio perdió el partido por 2-0, jugando de local.

### Atlético de Madrid
El 25 de abril de 2013 se confirmó que José María Giménez había firmado con Atlético de Madrid de España para la temporada 2013-14. Debutó el 14 de septiembre de 2013, en un partido en el Vicente Calderón ante el Almería por la fecha 4, que finalizó con un resultado de 4-2 a favor del equipo local. El 18 de diciembre jugó su primer partido de Copa del Rey en la victoria por 2-1 ante el Sant Andreu que clasificaba a los rojiblancos para la siguiente ronda. Estos dos fueron los únicos partidos que disputó Giménez durante la temporada en la que consiguió el título de Liga pese a disputar un único partido.
En la temporada 2014-15 se proclamó campeón de la Supercopa de España tras derrotar por 1-0 al Real Madrid C. F. De nuevo no jugó ningún minuto aunque sí fue convocado y estuvo en el banquillo. El 6 de diciembre de 2014 anotó su primer gol con la camiseta rojiblanca. Tras una asistencia de Arda Turan puso el cero a uno en el marcador frente al Elche Club de Fútbol en la decimocuarta jornada de Liga. El partido finalizó con victoria del Atlético de Madrid por cero a dos. Durante su segunda temporada en el club disputó muchos más partidos que la anterior alternando la titularidad con Miranda como pareja central de Diego Godín.

## Selección nacional
Integró la plantilla de la selección de Uruguay sub-20 que jugó la Copa Mundial de Fútbol Sub-20 de 2013 en Turquía, logrando el segundo puesto. Por primera vez fue convocado con la selección absoluta el 22 de agosto de 2013 para los partidos ante Perú y Colombia por las Eliminatorias al Mundial de Brasil 2014, debutando el 10 de septiembre contra los colombianos, partido que Uruguay ganó 2-0. Giménez disputaría dos encuentros más por las Eliminatorias frente a Ecuador y Argentina, logrando acceder al Mundial después de vencer a Jordania en el repechaje tras haberse ubicado en el quinto lugar de la Eliminatoria.
El 12 de mayo de 2014, el entrenador de la selección uruguaya, Óscar Washington Tabárez, incluyó a Giménez en la lista provisional de 28 jugadores con los que inició la preparación para la Copa Mundial de Fútbol de 2014. Finalmente fue confirmado en la lista definitiva de 23 jugadores el 31 de mayo. Pese a no haber disputado más que dos partidos en toda la temporada 2013-14, en el Mundial, a excepción del primero, disputó como titular los tres partidos siguientes hasta la eliminación de Uruguay en octavos de final.
El 14 de noviembre de 2014 anotó su primer gol con la camiseta celeste en un amistoso ante Costa Rica.
El 23 de mayo de 2015 fue convocado para disputar la Copa América 2015. Giménez fue titular en los tres partidos de la fase de grupos anotando un gol en el tercero y consiguiendo la clasificación para cuartos de final. Al finalizar la fase se anunció el equipo ideal de la Copa América hasta la fecha en el que estaba incluido. En cuartos de final Uruguay fue eliminada por la anfitriona Chile.
Con tan solo 23 años llegó como uno de los centrales titulares de la Selección de Uruguay a la Copa Mundial de Fútbol de 2018 disputada en Rusia. En el primer partido, marcó de cabeza en el último minuto para darle la victoria a Uruguay sobre Egipto por 1 a 0. Uruguay llegó hasta los cuartos de final, y Giménez fue un pilar fundamental de su selección.
Ahora lleva jugados 96 partidos, con 51 victorias, 24 empates y 21 derrotas. Marcó 8 goles y jugó 7991 minutos.

### Goles internacionales
| #  | Fecha                   | Lugar                                   | Rival         | Gol | Resultado | Competición             |
| -- | ----------------------- | --------------------------------------- | ------------- | --- | --------- | ----------------------- |
| 1. | 8 de septiembre de 2014 | Goyang Stadium, Goyang, Corea del Sur   | Corea del Sur | 1–0 | 1–0       | Amistoso                |
| 2. | 13 de noviembre de 2014 | Estadio Centenario, Montevideo, Uruguay | Costa Rica    | 2–2 | 3–3       | Amistoso                |
| 3. | 20 de junio de 2015     | Estadio La Portada, La Serena, Chile    | Paraguay      | 1–0 | 1–1       | Copa América 2015       |
| 4. | 4 de junio de 2017      | Aviva Stadium, Dublín, Irlanda          | Irlanda       | 1–1 | 1–3       | Amistoso                |
| 5. | 7 de junio de 2018      | Estadio Centenario, Montevideo, Uruguay | Uzbekistán    | 3–0 | 3–0       | Amistoso                |
| 6. | 15 de junio de 2018     | Central Stadium, Yekaterinburg, Rusia   | Egipto        | 1–0 | 1–0       | Copa Mundial Rusia 2018 |
| 7. | 7 de septiembre de 2018 | NRG Stadium, Houston, Estados Unidos    | México        | 1–0 | 4–1       | Amistoso                |
| 8. | 20 de junio de 2019     | Arena do Grêmio, Porto Alegre, Brasil   | Japón         | 2–2 | 2–2       | Copa América 2019       |

## Estadísticas

### Clubes
Actualizado al último partido disputado el 19 de junio de 2025.
| Club                        | Div.          | Temporada     | Liga  | Liga  | Copas nacionales | Copas nacionales | Copas internacionales | Copas internacionales | Total | Total |
| Club                        | Div.          | Temporada     | Part. | Goles | Part.            | Goles            | Part.                 | Goles                 | Part. | Goles |
| --------------------------- | ------------- | ------------- | ----- | ----- | ---------------- | ---------------- | --------------------- | --------------------- | ----- | ----- |
| Danubio F. C. · Uruguay     | 1.ª           | 2012-13       | 16    | 0     | —                | —                | —                     | —                     | 16    | 0     |
| Danubio F. C. · Uruguay     | Total club    | Total club    | 16    | 0     | 0                | 0                | —                     | —                     | 16    | 0     |
| Atlético de Madrid · España | 1.ª           | 2013-14       | 1     | 0     | 1                | 0                | 0                     | 0                     | 2     | 0     |
| Atlético de Madrid · España | 1.ª           | 2014-15       | 20    | 1     | 4                | 1                | 4                     | 0                     | 28    | 2     |
| Atlético de Madrid · España | 1.ª           | 2015-16       | 27    | 1     | 2                | 0                | 8                     | 0                     | 37    | 1     |
| Atlético de Madrid · España | 1.ª           | 2016-17       | 17    | 0     | 6                | 1                | 6                     | 0                     | 29    | 1     |
| Atlético de Madrid · España | 1.ª           | 2017-18       | 23    | 1     | 4                | 1                | 11                    | 0                     | 38    | 2     |
| Atlético de Madrid · España | 1.ª           | 2018-19       | 21    | 0     | 2                | 0                | 6                     | 2                     | 29    | 2     |
| Atlético de Madrid · España | 1.ª           | 2019-20       | 21    | 0     | 1                | 0                | 5                     | 0                     | 27    | 0     |
| Atlético de Madrid · España | 1.ª           | 2020-21       | 21    | 0     | 1                | 0                | 4                     | 1                     | 26    | 1     |
| Atlético de Madrid · España | 1.ª           | 2021-22       | 24    | 1     | 2                | 0                | 7                     | 0                     | 33    | 1     |
| Atlético de Madrid · España | 1.ª           | 2022-23       | 28    | 2     | 3                | 0                | 5                     | 0                     | 36    | 2     |
| Atlético de Madrid · España | 1.ª           | 2023-24       | 22    | 0     | 4                | 0                | 7                     | 0                     | 33    | 0     |
| Atlético de Madrid · España | 1.ª           | 2024-25       | 27    | 0     | 3                | 0                | 9                     | 1                     | 39    | 1     |
| Atlético de Madrid · España | Total club    | Total club    | 252   | 6     | 33               | 3                | 72                    | 4                     | 357   | 13    |
| Total carrera               | Total carrera | Total carrera | 268   | 6     | 33               | 3                | 72                    | 4                     | 373   | 13    |
| 1. 2.                       |               |               |       |       |                  |                  |                       |                       |       |       |

### Selecciones
| Competición                 | Categoría | Sede           | Resultado        | Partidos | Goles |
| --------------------------- | --------- | -------------- | ---------------- | -------- | ----- |
| Copa Mundial Sub-20 de 2013 | Sub-20    | Turquía        | Subcampeón       | 6        | 0     |
| Copa Mundial FIFA 2014      | Absoluta  | Brasil         | Octavos de final | 3        | 0     |
| Copa América 2015           | Absoluta  | Chile          | Cuartos de final | 4        | 1     |
| Copa América Centenario     | Absoluta  | Estados Unidos | Fase de grupos   | 3        | 0     |
| Copa Mundial FIFA 2018      | Absoluta  | Rusia          | Cuartos de final | 4        | 1     |
| Copa América 2019           | Absoluta  | Brasil         | Cuartos de final | 4        | 1     |
| Copa América 2021           | Absoluta  | Brasil         | Cuartos de final | 5        | 0     |
| Copa Mundial FIFA 2022      | Absoluta  | Catar          | Fase de grupos   | 3        | 0     |
| Copa América 2024           | Absoluta  | Estados Unidos | Tercer lugar     | 5        | 0     |
| Total                       | –         | –              | –                | 37       | 3     |

## Palmarés

### Campeonatos nacionales
| Título                     | Club               | País   | Año  |
| -------------------------- | ------------------ | ------ | ---- |
| Primera División de España | Atlético de Madrid | España | 2014 |
| Supercopa de España        | Atlético de Madrid | España | 2014 |
| Primera División de España | Atlético de Madrid | España | 2021 |

### Campeonatos internacionales
| Título                 | Club               | Sede   | Año  |
| ---------------------- | ------------------ | ------ | ---- |
| Liga Europa de la UEFA | Atlético de Madrid | Lyon   | 2018 |
| Supercopa de Europa    | Atlético de Madrid | Tallin | 2018 |